# ویلیام سانسینگ
ویلیام سانسینگ (انگلیسی: William Sunsing؛ زادهٔ ۱۲ مهٔ ۱۹۷۷) یک بازیکن فوتبال اهل کاستاریکا است.
وی همچنین در تیم ملی فوتبال کاستاریکا بازی کرده است.